# 2-й Старшенский
2-й Старшенский — посёлок в Хомутовском районе Курской области. Входит в состав Романовского сельсовета.

## География
Посёлок находится на реке Веть (приток Сева), в 23 км от российско-украинской границы, в 111 км к северо-западу от Курска, в 8,5 км к северо-востоку от районного центра — посёлка городского типа Хомутовка, в 2,5 км от центра сельсовета — села Романово.
Климат
2-й Старшенский, как и весь район, расположен в поясе умеренно континентального климата с тёплым летом и относительно тёплой зимой (Dfb в классификации Кёппена).
Часовой пояс
Посёлок 2-й Старшенский, как и вся Курская область, находится в часовой зоне МСК (московское время). Смещение применяемого времени относительно UTC составляет +3:00.

## Население
| 2002 | 2010 |
| ---- | ---- |
| 0    | →0   |

## Транспорт
2-й Старшенский находится в 10,5 км от автодороги федерального значения М3 «Украина» (Москва — Калуга — Брянск — граница с Украиной), на автодороге А142 (Тросна — М-3 «Украина»), в 31 км от ближайшего ж/д остановочного пункта 525 км (линия Навля — Льгов I).